# Acanthurus lineatus
Acanthurus lineatus is een  straalvinnige vissensoort uit de familie van de  doktersvissen (Acanthuridae). De wetenschappelijke naam is gepubliceerd in 1758 door Linnaeus in de tiende editie van Systema naturae. 